# Heilig Geist (Durach)

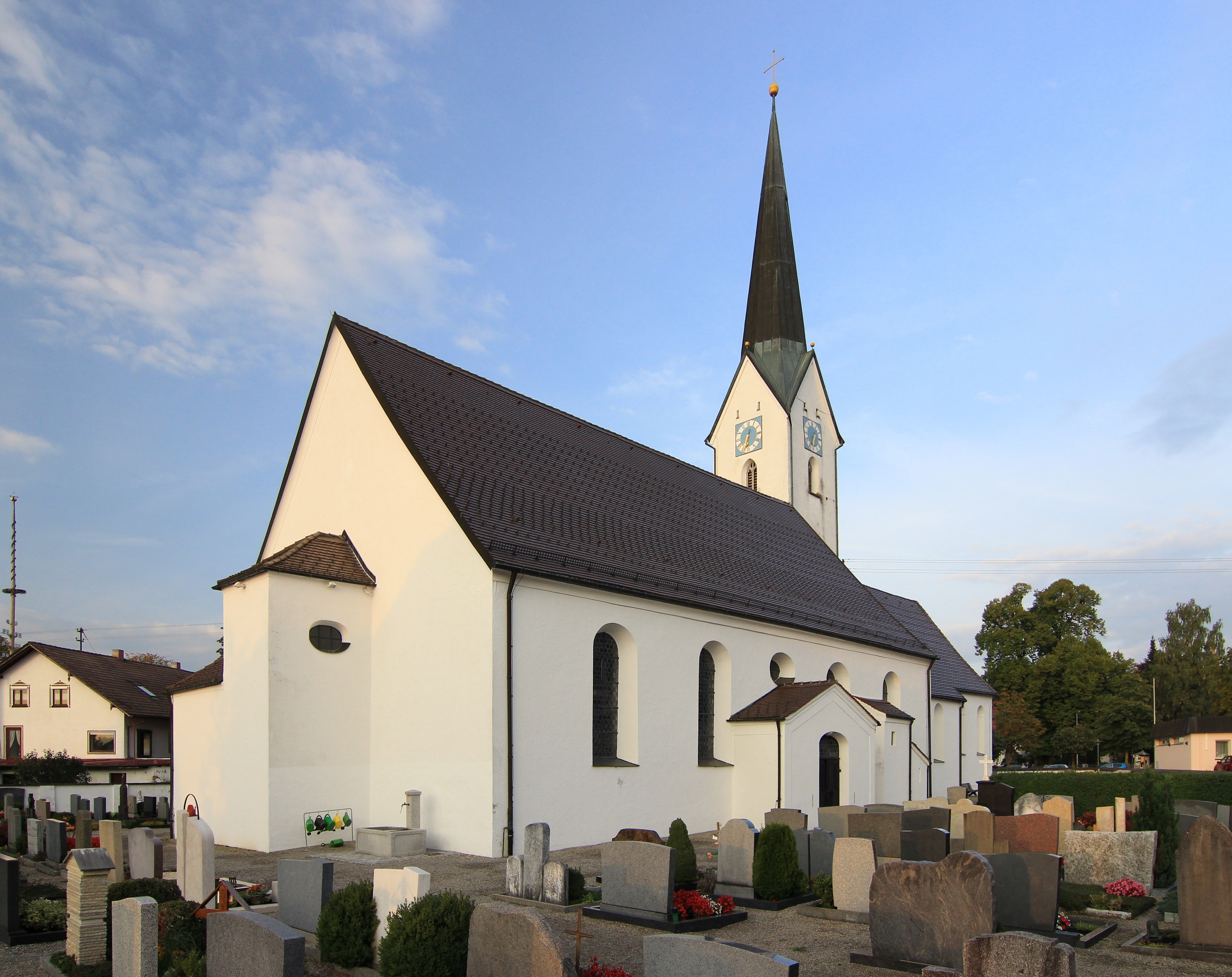
Heilig-Geist-Kirche in Durach

Die katholische Pfarrkirche Heilig Geist ist im Kern ein spätgotisches Kirchengebäude in Durach im Landkreis Oberallgäu in Bayern, das in der Denkmalliste Durachs verzeichnet ist.

## Geschichte
Bei der Kirche handelt es sich in Teilen noch um einen spätgotischen Bau, der seit 1527 als Pfarrkirche diente. Bei archäologischen Grabungen im Jahr 1997 konnten Fundamente einer vermutlich spätromanischen Kirche festgestellt werden. Im Jahr 1754 wurde die Kirche verlängert, hierbei fand auch eine Barockisierung des Gebäudes statt. Im Jahr 1875 malte Ludwig Glötzle das Deckengemälde mit dem Pfingstwunder im Kirchenschiff. Der Kirchturm stammt aus dem Jahr 1569 und wurde 1882 erhöht. Eine Restaurierung mit Stuck und Deckenfresken von Jakob Huwyler fand in den Jahren 1905 und 1906 statt.

## Baubeschreibung

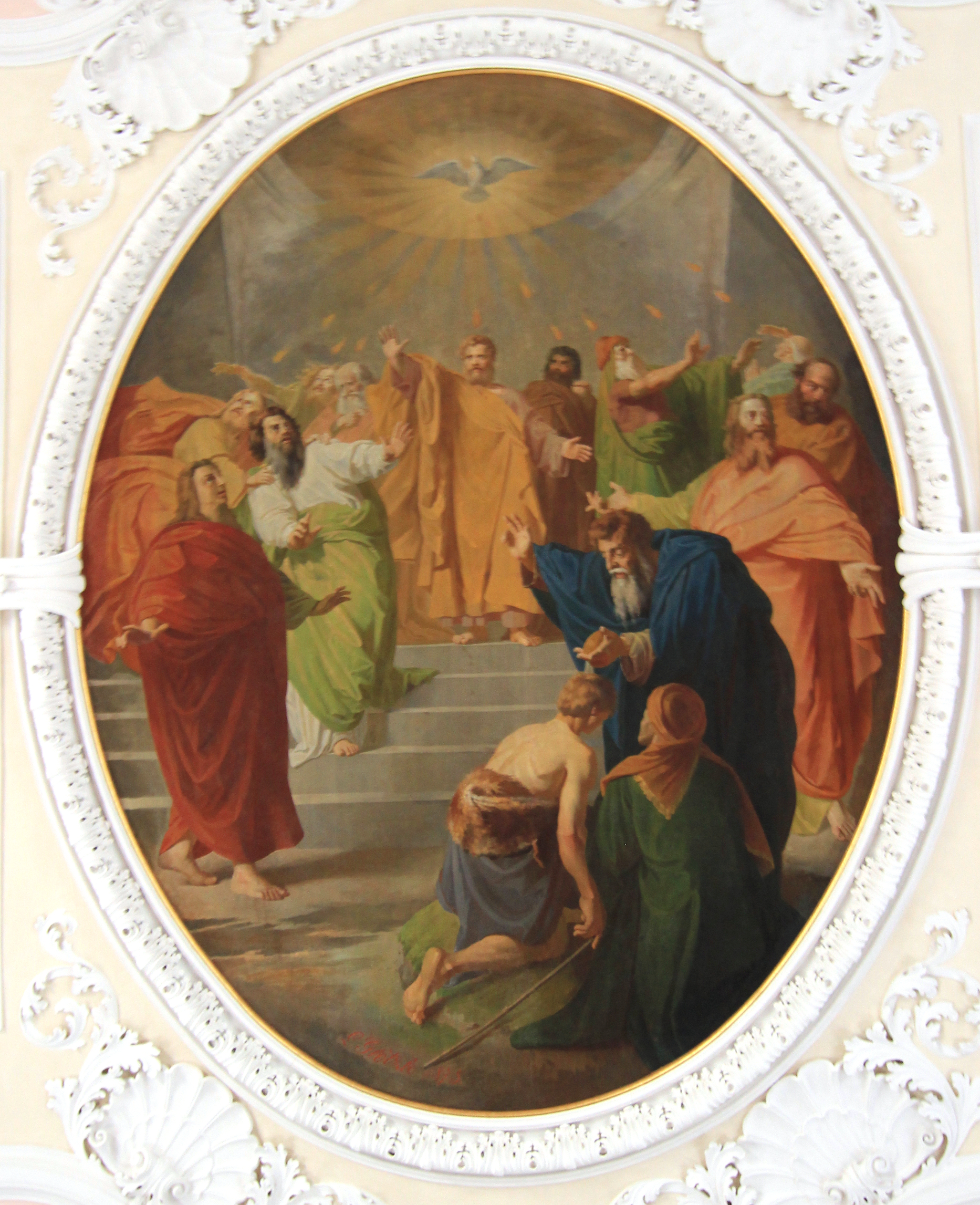
Deckengemälde Das Pfingstwunder (1875)

Das Kirchengebäude befindet sich in der Mitte der Ortschaft und ist vom Friedhof sowie einer Friedhofsmauer umgeben. Das Langhaus besteht aus fünf Fensterachsen. In diesem wurde 1754 eine Empore an der Westseite angebracht. An das mit einem Satteldach gedeckte Langhaus schließt sich östlich der dreiseitig geschlossene Chor an. Der Chor enthält eine Sakramentsnische und verlängert, in der Breite des Chores, das Langhausschiff mit zwei Fensterachsen. Zwischen Langhaus und Chor ist ein rundbogiger Chorbogen, im Langhaus wie auch im Chor ein gedrücktes Tonnengewölbe, vorhanden. Bis auf ein Ovalfenster im dritten Joch des Langhauses sind alle anderen Fenster rundbogig ausgeführt. Das Ovalfenster auf der Westseite befindet sich über dem modernen Vorzeichen mit seinen stichbogigen Eingängen. An Stelle eines apsisförmigen Anbaus an der Westseite wurde 1905/1906 ein neues Vorzeichen erbaut. In diesem befindet sich der Aufgang zur Empore. Aus Roll- und Bruchsteinmauerwerk wurde der Kirchturm im nördlichen Chorwinkel errichtet. Im Untergeschoss befindet sich ein Tonnengewölbe, im Glockengeschoss Maßwerkfenster. Der Spitzhelm des Kirchturmes wurde 1882 aufgesetzt. Ehemals war der Kirchturm mit einem Satteldach gedeckt. Die Sakristei ist ein moderner Anbau, der sich westlich an den Kirchturm anschließt.

## Ausstattung

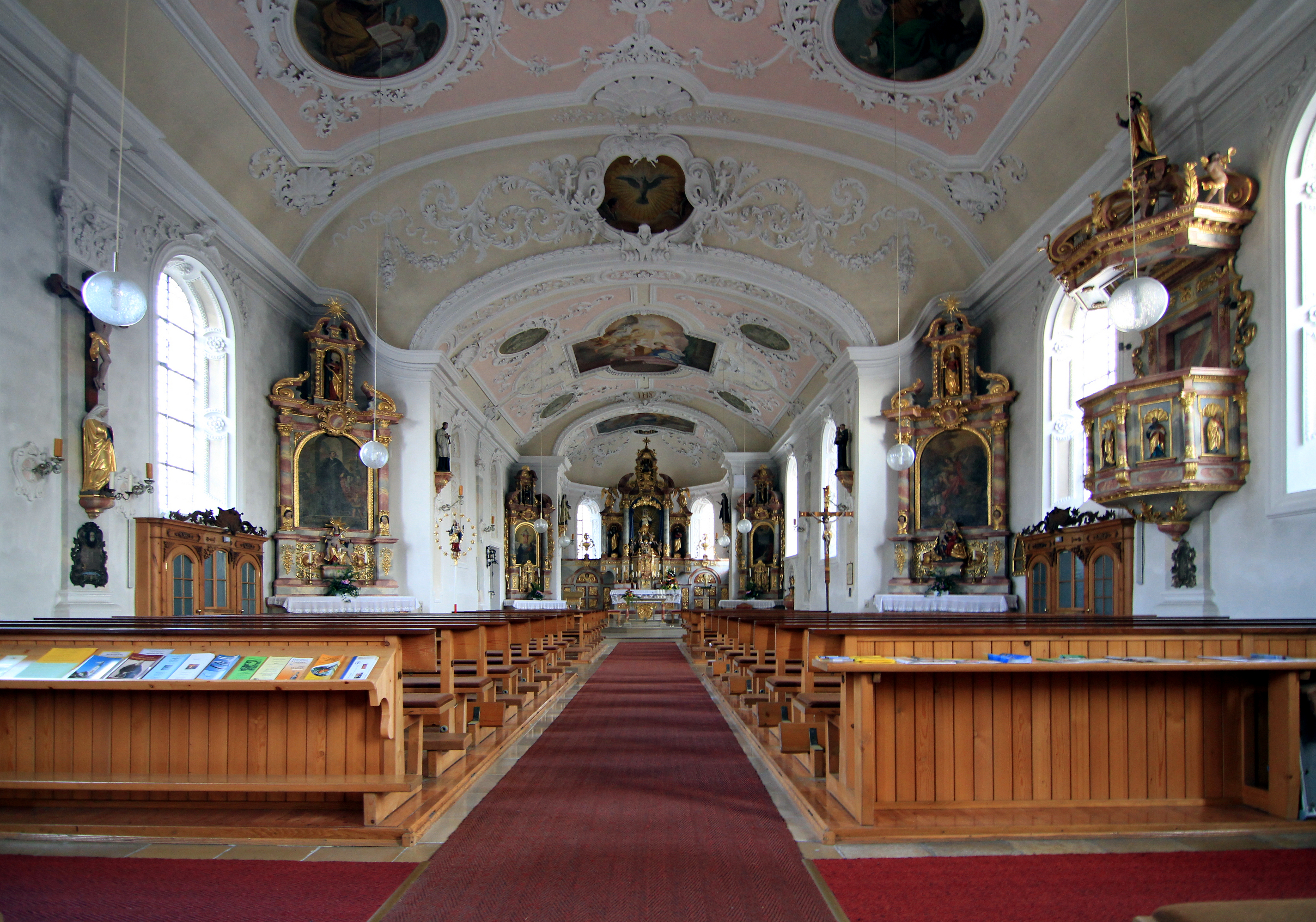
Blick in die Kirche Heilig Geist

### Altäre

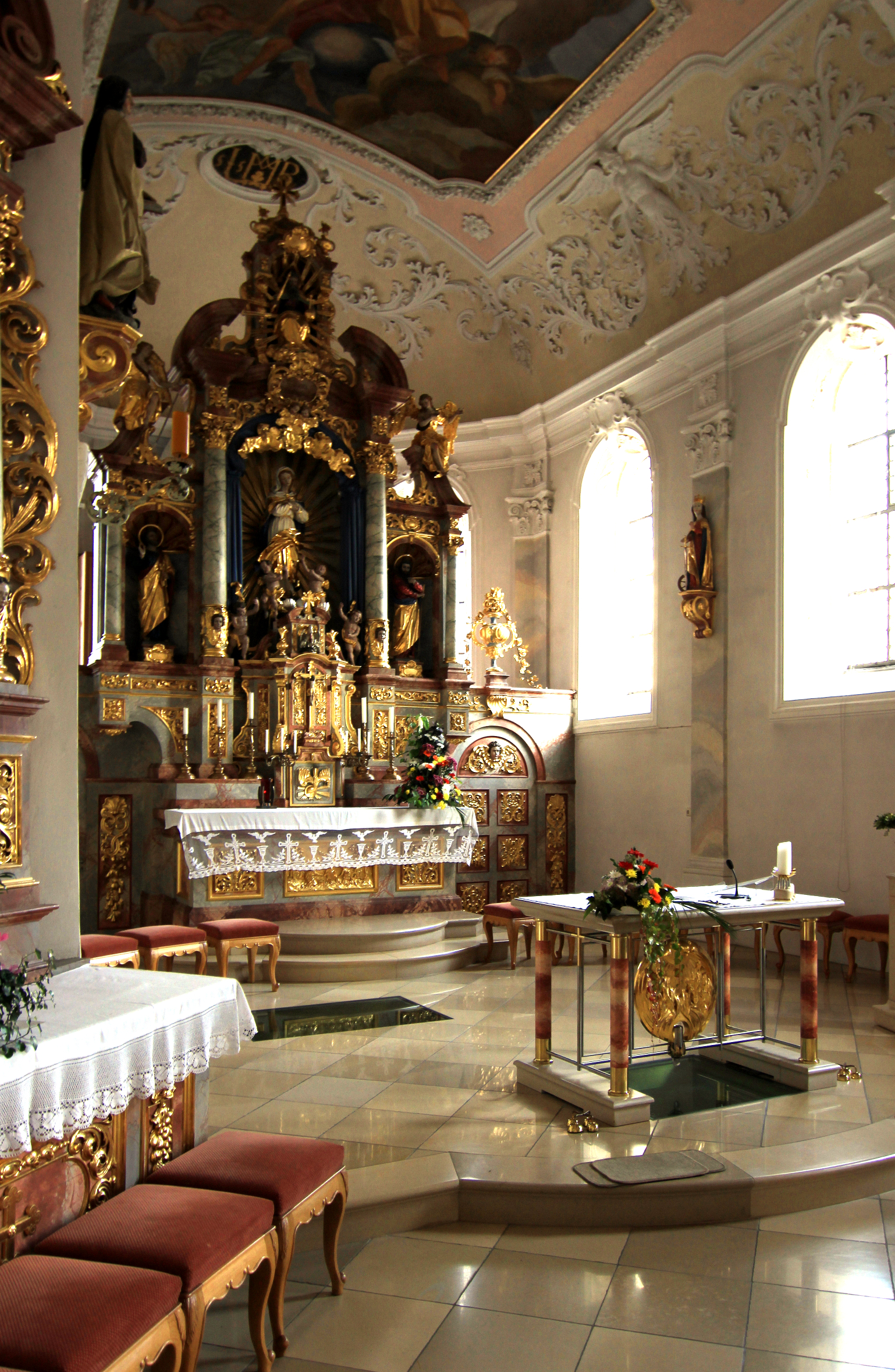
Hochaltar

Der Hochaltar hat seitliche Durchgänge gegen die ehemalige Sakristei im Chorhaupt. Der Altar wurde 1875 erneuert sowie 1905/6 überarbeitet. Das rundbogige Altarbild zeigt eine Marienfigur, welche von jeweils einer Säule flankiert wird. Rechts und links davon befinden sich Figuren der Apostel Petrus und Paulus, welche am äußeren Rand wiederum von jeweils einer kleineren Säule flankiert werden. Oberhalb der Seitenfiguren auf dem Gebälk sind stehende Engelsfiguren vorhanden. Im Altarauszug thront die Figur des Gottvaters.
Die beiden Seitenaltäre am Chorbogen wurden erst während der letzten Restaurierung ergänzt und folgen in ihrem Aufbau den Seitenaltären am Aussprung des Langhauses. Des Weiteren gibt es in der Kirche auch zwei Ädikulä, die aus mit zwei Engelsköpfen besetzten Säulen bestehen. Diese Säulen stammen aus dem Jahr 1700. Akanthusschmuck wurde um 1905/6 hinzugefügt.
Die Altarblätter der Seitenaltäre am Übergang des Langhauses zum Chor zeigen nördlich den heiligen Magnus von Füssen (1772) sowie südlich eine Schutzengeltruppe (1771). Beide Werke sind von Franz Josef Hermann signiert. Auf der Mensa des nördlichen Seitenaltares befindet sich eine Pietà, auf der südlichen eine Anna selbdritt. Letztere stammt aus der Zeit um 1490. Im Auszug beider Seitenaltäre ist nördlich die Figur der heiligen Appolonia und südlich die Figur der heiligen Barbara vorhanden.
Seitlich am Chorbogen zum Hauptaltar steht links die Figur der heiligen Theresa von Avila und rechts die der seligen Crescentia von Kaufbeuren. Ehemals befanden sich an deren Stelle die gotischen Figuren der heiligen Afra von Augsburg und der Katharina von Siena. Die Figur der Afra ist allerdings verschollen.

### Kanzel
Die Kanzel der Heilig-Geist-Pfarrkirche stammt aus der Zeit um 1700 in einer neuen Fassung. Am polygonalen Korb sind Figuren geschnitzt: Moses und die vier Kirchenlehrer. Auf den Voluten des Schalldeckels sind Posaunenengel angebracht.

### Taufstein
Der Taufstein besteht aus einem Sandsteinbecken auf einen oktogonalen Fuß. Der Deckel wird von einer Rokokofigurengruppe der Taufe Christi (Mitte des 18. Jahrhunderts) bekrönt.

### Grabplatten
Im westlichen Vorzeichen befinden sich Grabplatten. Drei davon sind mit Akanthuswerk geziert und mit 1698, 1740 und 1745 bezeichnet. Die Grabplatte von Georg Proll († 1716) ist mit Vorhangdraperie ausgestattet. Unter der Kanzel ist eine Metallkartusche des Pfarrers Franz Xaver Mayr († 1788).

### Bemerkenswertes
Am 31. Januar 1692 starb Baron Rudolph von Grimming in Durach, auf den die Gründungen der Wallfahrtsorte Maria Plain und Maria Trost zurückgehen.